# استورنووی، کبک
استورنووی (به فرانسوی: Stornoway) شهری در منطقه شهری لو گرانیت ناحیه استری در استان کبک کانادا است. در سرشماری سال ۲۰۱۱ این شهر ۶۰۴ نفر جمعیت داشته و مساحت آن ۱۷۸٫۳۲ کیلومتر مربع است.